# Lilla Fraggstjärnen
Lilla Fraggstjärnen är en sjö i Norbergs kommun i Västmanland och ingår i Norrströms huvudavrinningsområde.